# Armatocereus godingianus
Armatocereus godingianus là một loài thực vật có hoa trong họ Cactaceae. Loài này được (Britton & Rose) Backeb. mô tả khoa học đầu tiên năm 1938.

## Hình ảnh

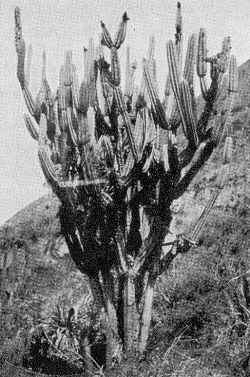